# Горица (Добричская область)
Горица (болг. Горица) — село в Болгарии. Находится в Добричской области, входит в общину Генерал-Тошево. Население составляет 115 человек.